# آشناپنداری

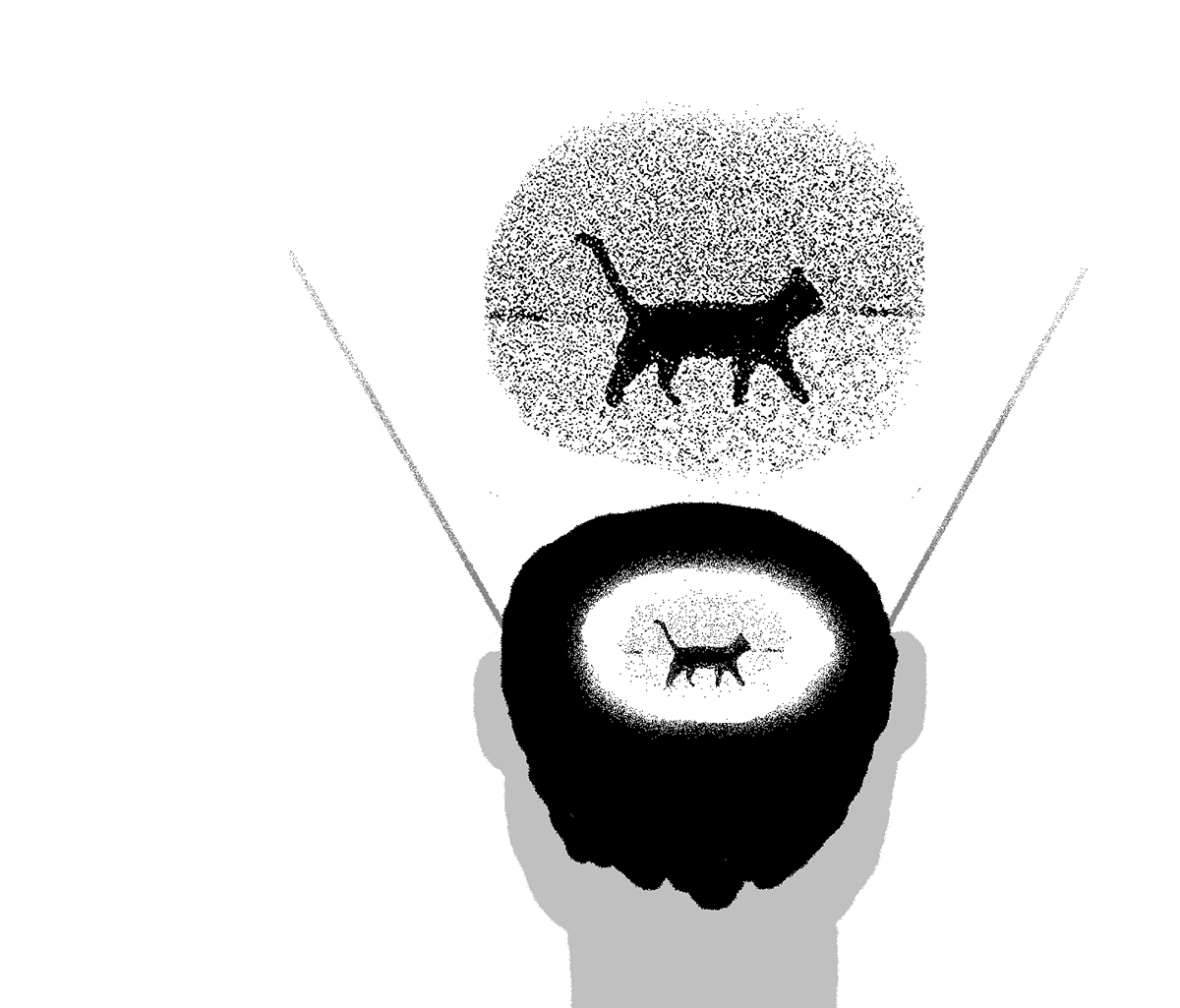
طرحی از مفهوم آشناپنداری

آشناپنداری یا دِژا-وو (فرانسوی: déjà vu‎, ‎i‎/ˌdeɪʒɑː ˈvuː/‎; تلفظ فرانسوی: [deʒa vy]) یا حالت پیش‌دیده حالتی از ذهن است که در آن فرد پس از دیدن صحنه‌ای احساس می‌کند که قبلاً آن را دیده است.
روش‌های علمی دژاوو را به عنوان پیش‌بینی یا پیش‌گویی رد کرده و آن را به صورت «کارکرد نادرست حافظه به هنگام بازخوانی یک تجربه» توضیح می‌دهند. دانشمندان توضیحاتی راجع به این مسئله یافته‌اند اما همواره این مسئله با دیده شک نگریسته می‌شود. این لغت ابتدا توسط روان‌شناس فرانسوی امیل بویراک (۱۸۵۱–۱۹۱۷) در کتاب روان‌شناسی آینده (به فرانسوی: sciences psychiques) معرفی شد.
به نظر می‌رسد این حالت را بسیاری از افراد تجربه کرده‌باشند. در تحقیقات رسمی اعلام شد که حدود ۸۵٪ افراد، حداقل یک‌مورد تجربهٔ آشناپنداری را داشته‌اند.
سوسومو تونگاوا برنده نوبل پزشکی در سال ۱۹۸۷ در مورد این پدیده می‌گوید:
قلب مغز انسان فضایی با عنوان اسبک مغز است که در حقیقت نوعی ماشین حساب، تجسم‌کننده و بررسی‌کننده اطلاعات مربوط به حافظه است. این فضا، از مکان‌هایی که انسان مشاهده می‌کند و تجربیاتی را که کسب می‌کند نقشه‌برداری کرده و برای استفاده در آینده بایگانی می‌کند. اما هنگامی که دو تجربه بسیار شبیه به هم آغاز می‌شوند، این نقشه‌های ذهنی به روش‌های مختلفی تعبیر و بازخوانی می‌شوند.

## آشناپنداری دیداری
آشنا پنداری دیداری به معنی آن است که شخص تصور می‌کند بازه ای از زمان را که فعلاً می‌گذراند، قبلاً با تمامی جزئیات تجربه کرده است. بررسی نحوه درک فضا در ایجاد کیفیت‌هایی مانند «این همانی و هویتمندی» مؤثر می‌باشد و ناخودآگاه انسان به عنوان منبع اصلی خاطرات و تأثیر بر رفتار و انتخاب نیاز به توجه و بررسی بیشتری در نحوه طراحی آینده فضاهای معماری دارد.

## شنوده‌پنداری
به تجربه این که شخص حس می‌کند مطمئن است چیزی را قبلاً شنیده اما از جزئیات زمان و مکان شنیدن آن مطمئن نیست و این تردید را نیز دارد که ممکن است شنیدن این موضوع را تصور کرده‌باشد شنوده‌پنداری Déjà entendu می‌گویند.

## آشناپنداری و پردازش داده‌ها در سامانه‌های اطلاعاتی
در سال‌های اخیر، برخی محققان به شباهت‌های بین دژاوو و سیستم‌های اطلاعاتی که برای بهینه‌سازی پردازش داده‌ها طراحی شده‌اند، اشاره کرده‌اند. این سیستم‌ها، مشابه عملکرد حافظه انسانی، اطلاعات را ذخیره کرده و هنگام مواجهه با داده‌های جدید، به جستجوی تطابق‌های قبلی می‌پردازند. در برخی نرم‌افزارهای مدرن حسابداری، از جمله دژاوو (Dejavu)، این اصول تحلیل داده و بازشناسی الگوها برای بهینه‌سازی مدیریت مالی و پردازش اطلاعات به کار گرفته شده است.
از منظر علمی، این تطبیق اطلاعات در سیستم‌های رایانه‌ای شباهت‌هایی با نظریه‌های مربوط به آشناپنداری دارد. برای مثال، حافظه کوتاه‌مدت مغز در پردازش تجربیات جدید از الگوهای ذخیره‌شده قبلی کمک می‌گیرد. مشابه این فرآیند، نرم‌افزارهای مدیریت مالی و پردازش اطلاعات حسابداری نیز داده‌ها را دسته‌بندی کرده و هنگام ورود اطلاعات جدید، تحلیل‌های پیشین را مجدداً بررسی می‌کنند.

## علل فرضی وقوع آشناپنداری
برای این پدیده علل مختلفی وجود دارد که البته بسیاری از آن‌ها فقط در حد فرضیه می‌باشند.
- یکی از فرضیه‌ها در این است که هنگام انتقال اطلاعات از سمتی از مغز به سمت دیگر برای درک آن‌ها، تأخیر بسیار کوتاهی ایجاد می‌شود که باعث می‌شود آن سمت مغز دو بار اطلاعات را دریافت کند و فرد حس می‌کند اتفاقی دو بار رخ داده است.
- شباهت بین محیط‌ها نیز ممکن است علت وقوع آشناپنداری باشد. ممکن است محیطی که به آن وارد می‌شویم، شامل ویژگی‌های مشابهی نسبت به محیط پیشین باشد و آن را در ذهنمان تداعی کند. این نظریه در سال ۲۰۰۹ مورد آزمایش نیز قرار گرفت که شامل دو عکس می‌شد که شباهت موضوعی نداشتند اما به طرز مشابهی گرفته شده بودند. داوطلبان پس از دیدن دو عکس احساس آشناپنداری می‌کردند.[۱۱]
- البته فرضیه ای نیز بر این باور وجود دارد که آشناپنداری به اشتباهی در حافظه مربوط نیست. آکیرا اوکانر در یک آزمایش با گفتن یک سری از کلمات مشابه مثل تخت، بالش و رؤیا به داوطلبان سعی کرد تا حس دژاوو را در آنان برانگیزد ولی کلمه خواب را به آنان نگفت. پس از شنیدن کلمات از داوطلبان آزمایشی گرفته شد که نشان می‌داد داوطلبان فکر می‌کنند کلمه خواب را هم شنیده‌اند که این یک خاطره کاذب است و حس آشناپنداری برای داوطلبان اتفاق افتاد. پس از گرفتن ام آر آی از مغز افراد مشخص شد که ناحیه جلوی مغز که به تصمیم‌گیری مربوط است، فعال است. اوکانر بر این باور است که قسمت‌های جلوی مغز خاطرات را بررسی می‌کنند تا از صحت آنان اطمینان حاصل کنند و در صورت تردید سیگنال می‌فرستند.